# Petra Quittová
Petra Quittová (* 2. září 1972 Brno) je česká politička, od října 2021 poslankyně Poslanecké sněmovny PČR, v roce 2022 krátce zastupitelka města Brna, od května 2021 starostka městské části Brno-Černovice (předtím dlouholetá radní a místostarostka MČ). Je členkou hnutí STAN, v roce 2013 však byla místopředsedkyní Věcí veřejných.

## Život
V letech 1987 až 1990 navštěvovala Střední zdravotnickou školu v Brně (obor dětská sestra). Po jejím absolvování se živila hlídáním dětí, později pracovala jako sekretářka starosty a odborná referentka na Úřadu městské části Brno-Černovice. V letech 1997 až 2000 úspěšně vystudovala bakalářský obor veřejná správa a veřejná ekonomie na Ekonomicko-správní fakultě Masarykovy univerzity. V letech 2003 až 2008 působila jako odborná referentka na odboru zdravotnictví na Krajském úřadu Jihomoravského kraje.
Petra Quittová je rozvedená. Žije s dlouholetým partnerem, s nímž má dceru Julii.

## Politické působení
Do politiky vstoupila v roce 2002, když se stala zastupitelkou Městské části Brno-Černovice. Uspěla jako nestranička na kandidátce sdružení nezávislých kandidátů „Černovice - náš domov“. O dva roky později byla zvolena radní městské části. Funkci zastupitelky obhájila i v komunálních volbách v roce 2006, tentokrát jako nestranička na kandidátce subjektu „První Černovická“ (tj. KDU-ČSL, US-DEU a nezávislí kandidáti). V roce 2009 se stala členkou Věcí veřejných. Za tuto stranu pak obhájila funkci zastupitelky i v komunálních volbách v roce 2010. Navíc byla v listopadu 2010 zvolena místostarostkou Městské části Brno-Černovice.
Neúspěšně se také pokoušela prosadit ve vyšší politice. Ve volbách do Poslanecké sněmovny PČR v roce 2010 kandidovala na pátém místě jihomoravské kandidátky (Věci veřejné nakonec získaly 3 mandáty). V komunálních volbách v roce 2010 byla kandidátkou Věcí veřejných na primátorku města Brna (strana však získala jen 3,0 % hlasů a do Zastupitelstva města Brna se vůbec nedostala). Podobně v krajských volbách v roce 2012, kde figurovala na druhém místě kandidátky, se Věci veřejné nedostaly ani do Zastupitelstva Jihomoravského kraje (strana získala jen 0,41 % hlasů).
Na volební konferenci Věcí veřejných v Praze v únoru 2013 byla zvolena první místopředsedkyní strany. V listopadu 2013 na tento post rezignovala. Ve funkci ji nahradila v lednu 2014 poslankyně Olga Havlová. Ve volbách do Evropského parlamentu v roce 2014 kandidovala na 14. místě kandidátky Věcí veřejných, ale neuspěla.
V komunálních volbách v roce 2014 obhájila post zastupitelky Městské části Brno-Černovice, když jako členka VV vedla kandidátku subjektu "Černovičtí patrioti". V listopadu 2014 se pak stala druhou místostarostkou městské části.
V komunálních volbách v roce 2018 do Zastupitelstva města Brna byla z pozice nestraničky lídryní kandidátky hnutí STAN a tudíž i kandidátkou tohoto hnutí na post primátorky města. Hnutí STAN se však do zastupitelstva nedostalo. Obhájila však mandát zastupitelky městské části Brno-Černovice, když z pozice nestraničky za hnutí STAN vedla kandidátku subjektu "ČERNOVIČTÍ PATRIOTI". Na ustavujícím zasedání zastupitelstva městské části byla v listopadu 2018 zvolena 1. místostarostkou, nicméně hned v prosinci 2018 byla z tohoto postu odvolána. V květnu 2021 pak byla zvolena novou starostkou městské části Brno-Černovice.
Ve volbách do Poslanecké sněmovny PČR v roce 2021 kandidovala jako členka hnutí STAN na 12. místě kandidátky koalice Piráti a Starostové v Jihomoravském kraji. Vlivem preferenčních hlasů však nakonec skončila třetí, a byla tak zvolena poslankyní.
V komunálních volbách v roce 2022 byla zvolena za hnutí STAN v rámci uskupení „Lidovci a Starostové (KDU-ČSL + Starostové a nezávislí)“ zastupitelkou města Brna. Zároveň byla lídryní kandidátky uskupení „ČERNOVIČTÍ PATRIOTI“ (tj. hnutí STAN a nezávislí kandidáti) do Zastupitelstva městské části Brno-Černovice, kam byla opět zvolena. Na ustavujícím zasedání Zastupitelstva města Brna se vzdala mandátu zastupitelky města. V říjnu 2022 však byla opět zvolena starostkou městské části Brno-Černovice.
Ve volbách do Poslanecké sněmovny PČR v roce 2025 kandiduje na 6. místě kandidátky hnutí STAN v Jihomoravském kraji.